# Juan Esplandiú
Juan Esplandiú (Madrid, 24 de junio de 1901– ibidem. 3 de diciembre de 1978) fue un dibujante, ilustrador, acuarelista y pintor paisajista del Madrid de los tres primeros cuartos del siglo xx, integrado en el grupo de la Escuela de Pintores del Paular, y en la tradición de pintores madrileñistas como Eduardo Vicente, José Robledano y Francisco Sancha.

## Biografía
Juan Esplandiú Peña nació en la calle de Juan de Mena de Madrid, de padre catalán y madre soriana. En 1918 ingresó en la Escuela de Bellas Artes de San Fernando de Madrid, y en 1924 fue pensionado en la escuela de paisajismo del monasterio de El Paular y, al año siguiente, becado para ampliar sus estudios en París, donde convivió con el círculo de artistas que animaban, entre otros muchos, Julio Camba, Luis Buñuel y Salvador Dalí (con los que colabora como actor en 1930 en La edad de oro), el bailaor Vicente Escudero, o su amigo en esos días, Pancho Cossío. En la capital francesa obtuvo medalla de oro en 1925, En 1926, en Ámsterdam, participó en la realización de los decorados para la representación en la capital holandesa del Retablo de Maese Pedro de Manuel de Falla.
De regreso en España en 1930, participa en la tertulia que encabezan Carlos Arniches y Martín Domínguez en la taberna Arrumbambaya, en la calle Libertad, o en La Granja del Henar, en la de Alcalá. En ese periodo compartió estudio con otos artistas, entre ellos el muralista Carlos Sáenz de Tejada, en la Travesía del Horno de la Mata.
Permaneció en Madrid durante la guerra civil española. Tras la contienda fratricida su obra quedaría teñida de una nostalgia y un «lirismo evocador de un pasado detenido en su progreso». Más tarde formará tertulia en el Café Gijón con Cristino Mallo, Eduardo Vicente, Pedro Bueno, Paco Arias y otros artistas. En 1957, ganó el Premio Nacional de Pintura con Carnaval en Recoletos.
Además de su obra pictórica, fue un prolífico trabajador gráfico del grupo ABC, e ilustrador para la editorial Edaf de la obra literaria de autores como Benito Pérez Galdós, Pío Baroja, o Víctor de la Serna, entre otros. O en manuales madrileños como Las calles de Madrid, de Pedro de Répide, o Madrid, de Camilo José Cela.
Bautizado por la crítica como ‘el Utrillo del Viejo Madrid’, en 1974 se le dedicó un homenaje en la Sala Goya del Círculo de Bellas Artes de Madrid. Murió tres años después, en la ciudad que protagonizó la mayoría de su obra pictórica y en la que tiene dedicada una serpenteante calle, en el distrito de Retiro, junto al Parque de Roma.
El Museo ABC conserva 660 obras suyas, incluyendo trabajos para publicaciones como «Mundo Hispánico» o «Villa de Madrid».